# Segunda Categoría de Ecuador 2002
El Campeonato Ecuatoriano de Fútbol de Segunda Categoría 2002 fue la edición N.° 29 de la tercera división del fútbol ecuatoriano. El primer semestre del año se jugó los campeonatos provinciales, y durante el segundo semestre las Fases: Regional, Nacional y la Fase Final. Comenzó a disputarse desde el TBD de septiembre de 2002 y finalizó el 15 de diciembre de 2002, El torneo daba un solo boleto para el ascenso a la Serie B, en este torneo se dio como anécdota que para la 1ª fase en la cual eran los torneos provinciales, el campeón del torneo sería el cuadro del Dep.Quevedo que sería el 2° equipo riosense en salir campeón de la Segunda Categoría, mientras que el cuadro de la LDU(L) lograría su tercer subtítulo.
El Dep.Quevedo lograría su segundo título que le daría la oportunidad de participar en el Campeonato Ecuatoriano de Fútbol Serie B 2003.

## Sistema de campeonato
FASE PROVINCIAL (Primera Etapa)
- La Primera Fase estuvo formada por los Campeonatos provinciales organizados por cada Asociación de Fútbol (14 en ese entonces), los campeones y vicecampeones clasificaron al Zonal Regional.

FASE REGIONAL (Segunda Etapa)
- La Zona 1 estuvo integrada por los equipos de las provincias de: Cotopaxi, Imbabura y Pichincha.
- La Zona 2 estuvo integrada por los equipos de las provincias de: Tungurahua, Chimborazo y Pastaza.
- La Zona 3 estuvo integrada por los equipos de las provincias de: Los Ríos y Esmeraldas
- La Zona 4 estuvo integrada por los equipos de las provincias de: Manabí y Guayas
- La Zona 5 estuvo integrada por los equipos de las provincias de: Azuay y Cañar
- La Zona 6 estuvo integrada por los equipos de las provincias de: Loja y El Oro.

- Cada zona estuvo dividida en 2 grupos para dar un total de 6 grupos.
- Cada zona contó con dos representantes de cada provincia sin repetirse en el mismo grupo, y alternando un campeón y un subcampeón bajo sorteo previo.

FASE NACIONAL (Tercera Etapa)
- Un total de 8 clubes jugarán esta etapa.
- Se jugarán en partidos de eliminación directa de ida y vuelta los equipos que logren pasar jugarán el triangular final de ascenso

FASE FINAL (Cuarta Etapa)
- Un total de 3 clubes jugarán esta etapa.
- El Triangular constará con partidos de ida y vuelta (6 fechas).
- El 1 solo equipo que logre la mayoría de puntos logrará el ascenso a la Serie B 2003.

## Equipos por Asociaciones
| Asociación | Campeón              | Subcampeón      |
| ---------- | -------------------- | --------------- |
| Azuay      | LDU(C)               | Tecni Club      |
| Cañar      | La Troncal           | Mpal.Cañar      |
| El Oro     | Oro F.C.             | Atlét. Jubones  |
| Guayas     | Panamá               | 9 de Octubre    |
| Imbabura   | Dep.Otavalo          | Valle del Chota |
| Loja       | LDU(L)               | UTP de Loja     |
| Los Ríos   | Dep.Quevedo          | Dep.Mocache     |
| Manabí     | Ciudad de Pedernales | Calceta         |
| Pastaza    | Cumandá              | Calzamax        |
| Pichincha  | América de Quito     | San Pedro       |
| Tungurahua | Dep.Bolívar          | Dep.Cevallos    |

## Zona 1
Los equipos de Cotopaxi, Imbabura y Pichincha.

### Grupo A
|  |    | Equipo           | PJ | PTS |
|  | -- | ---------------- | -- | --- |
|  | 1° | América de Quito | 10 | 20  |
|  | 2º | Valle del Chota  | 10 | 17  |
|  | 3º | San Pedro        | 10 | 14  |
|  | 4º | Dep.Guapulo      | 10 | 11  |
|  | 5º | Dep.Otavalo      | 10 | 9   |
|  | 6º | Dep.Cotopaxi     | 10 | 7   |

### Zona 2
Los equipos de Chimborazo, Tungurahua y Pastaza.

### Grupo B
|  |    | Equipo       | PJ | PTS |
|  | -- | ------------ | -- | --- |
|  | 1° | Sonorama     | 10 | 25  |
|  | 2º | Dep.Olímpico | 10 | 17  |
|  | 3º | Dep.Cevallos | 10 | 14  |
|  | 4º | Dep.Bolívar  | 10 | 11  |
|  | 5º | Calzamax     | 10 | 10  |
|  | 6º | Cumandá      | 10 | 1   |

### Zona 3
Los equipos de Esmeraldas y Los Ríos.

### Grupo C
|  |    | Equipo      | PJ | PTS |
|  | -- | ----------- | -- | --- |
|  | 1° | Dep.Quevedo | 6  | 14  |
|  | 2º | Brasilia    | 6  | 8   |
|  | 3º | Juvenil     | 6  | 7   |
|  | 4º | Dep.Mocache | 6  | 1   |

### Zona 4
Los equipos de Guayas y Manabí.

### Grupo D
|  |    | Equipo               | PJ | PTS |
|  | -- | -------------------- | -- | --- |
|  | 1° | Panamá               | 6  | 11  |
|  | 2º | 9 de octubre         | 6  | 9   |
|  | 3º | Calceta              | 6  | 8   |
|  | 4º | Ciudad de Pedernales | 6  | 4   |

### Zona 5
Los equipos de Azuay y Cañar.

### Grupo E
|  |    | Equipo     | PJ | PTS |
|  | -- | ---------- | -- | --- |
|  | 1° | La Troncal | 6  | 12  |
|  | 2º | Tecni Club | 6  | 9   |
|  | 3º | LDU(C)     | 6  | 8   |
|  | 4º | Mpal.Cañar | 6  | 4   |

### Zona 6
Los equipos de El Oro y Loja.

### Grupo F
|  |    | Equipo         | PJ | PTS |
|  | -- | -------------- | -- | --- |
|  | 1° | LDU(L)         | 6  | 13  |
|  | 2º | UTP de Loja    | 6  | 9   |
|  | 3º | Oro F.C.       | 6  | 5   |
|  | 4º | Atlét. Jubones | 6  | 4   |

### Segunda fase
Clasificados como Primeros (Ganadores de cada Grupo)
- La Troncal
- LDU(L)
- América de Quito
- Sonorama
- Dep.Quevedo
- Panamá

Sorteo de partidos (Ganadores de cada Grupo)
- Ganador del grupo 5 vs Ganador del grupo 6 (Zona 1)
- Ganador del grupo 1 vs Ganador del grupo 2 (Zona 3)
- Ganador del grupo 3 vs Ganador del grupo 4 (Zona 3)

| Fecha                   | Lugar      | Local            |  | Resultado |  | Visitante        |
| ----------------------- | ---------- | ---------------- |  | --------- |  | ---------------- |
| 17 de noviembre de 2002 | La Troncal | La Troncal       |  | 1 – 4     |  | LDU(L)           |
| 20 de noviembre de 2002 | Loja       | LDU(L)           |  | 2 – 0     |  | La Troncal       |
| 17 de noviembre de 2002 | Quito      | América de Quito |  | 3 – 3     |  | Sonorama         |
| 20 de noviembre de 2002 | Riobamba   | Sonorama         |  | 2 – 4     |  | América de Quito |
| 17 de noviembre de 2002 | Quevedo    | Dep.Quevedo      |  | 1 – 1     |  | Panamá           |
| 20 de noviembre de 2002 | Guayaquil  | Panamá           |  | 0 – 1     |  | Dep.Quevedo      |

## Equipos Clasificados a la Fase Final (Triangular Final)
- LDU(L)
- América de Quito
- Dep.Quevedo

## Triangular final

### Partidos y resultados
| Fecha 1      | Fecha 1   | Fecha 1          |
| Equipo Local | Resultado | Equipo Visitante |
| ------------ | --------- | ---------------- |
| LDU(L)       | 2-0       | América de Quito |

| Fecha 2          | Fecha 2   | Fecha 2          |
| Equipo Local     | Resultado | Equipo Visitante |
| ---------------- | --------- | ---------------- |
| América de Quito | 0-1       | Dep.Quevedo      |

| Fecha 3      | Fecha 3   | Fecha 3          |
| Equipo Local | Resultado | Equipo Visitante |
| ------------ | --------- | ---------------- |
| Dep.Quevedo  | 3-0       | LDU(L)           |

| Fecha 4      | Fecha 4   | Fecha 4          |
| Equipo Local | Resultado | Equipo Visitante |
| ------------ | --------- | ---------------- |
| LDU(L)       | 1-0       | Dep.Quevedo      |

| Fecha 5          | Fecha 5   | Fecha 5          |
| Equipo Local     | Resultado | Equipo Visitante |
| ---------------- | --------- | ---------------- |
| América de Quito | 4-2       | LDU(L)           |

| Fecha 6      | Fecha 6   | Fecha 6          |
| Equipo Local | Resultado | Equipo Visitante |
| ------------ | --------- | ---------------- |
| Dep.Quevedo  | 2-0       | América de Quito |

### Tabla de posiciones
|  |  |    | Equipo           | PJ | PG | PE | PP | GF | GC | DG | PTS |
|  |  | -- | ---------------- | -- | -- | -- | -- | -- | -- | -- | --- |
|  |  | 1º | Dep.Quevedo      | 4  | 3  | 0  | 1  | 6  | 1  | +5 | 9   |
|  |  | 2º | LDU(L)           | 4  | 2  | 0  | 2  | 5  | 7  | -2 | 6   |
|  |  | 3º | América de Quito | 4  | 1  | 0  | 3  | 4  | 7  | -3 | 3   |

|  | Campeón ascendido a la Serie B 2003. |

### Campeón
|                                               |
| Dep.Quevedo 2.do Título Ascendió a la Serie B |